# Hobbornssjön
Hobbornssjön är en sjö i Falu kommun i Dalarna och ingår i Dalälvens huvudavrinningsområde. Sjön har en area på 0,517 kvadratkilometer och ligger 113,9 meter över havet. Sjön avvattnas av vattendraget Lillälven (Tängerströmmen).

## Delavrinningsområde
Hobbornssjön ingår i det delavrinningsområde (672544-149559) som SMHI kallar för Nedlagd mätstation. Medelhöjden är 188 meter över havet och ytan är 19,27 kvadratkilometer. Räknas de 177 avrinningsområdena uppströms in blir den ackumulerade arean 2 030,33 kvadratkilometer. Lillälven (Tängerströmmen) som avvattnar avrinningsområdet har biflödesordning 2, vilket innebär att vattnet flödar genom totalt 2 vattendrag innan det når havet efter 223 kilometer. Avrinningsområdet består mestadels av skog (65 procent), öppen mark (12 procent) och jordbruk (11 procent). Avrinningsområdet har 0,39 kvadratkilometer vattenytor vilket ger det en sjöprocent på 2 procent. Bebyggelsen i området täcker en yta av 0,33 kvadratkilometer eller 2 procent av avrinningsområdet.